# اسفندیارخان
اسفندیارخان (زاده ۱۲۲۱ - درگذشته ۱۲۸۲) ملقب به سردار اسعد اول یا اسفندیارخان سردار اسعد از رجال دوره قاجار و از رؤسای ایل بختیاری بود، که در فاصله سال‌های ۱۲۷۵ تا ۱۲۸۲ همزمان با سلطنت مظفرالدین‌شاه، ایلخانی بختیاری (ریاست ایل بختیاری) را برعهده داشت.
وی پسر ارشد حسینقلی‌خان ایلخانی بود، همچنین برادر بزرگتر صمصام‌السلطنه و علیقلی‌خان سردار اسعد و نیز پدربزرگ ثریا اسفندیاری؛ ملکه پیشین ایران است.

## زندگی
اسفندیار خان بختیاری در سال ۱۲۲۱ ه‍.ش در منطقه بختیاری زاده شد، پدرش حسینقلی خان ایلخانی ایلخان بختیاری و مادرش بی‌بی‌خانم نام داشت. وی برادر بزرگتر علیقلی خان سردار اسعد (از رجال فعال در انقلاب مشروطه) و نجفقلی‌خان صمصام‌السلطنه (دو دوره رئیس الوزراء ایران در دوره قاجار) است.

## زندان اصفهان
در سال ۱۲۶۱ حسینقلی‌خان ایلخانی و دو پسر ارشد اسفندیار خان و علیقلی‌خان به اصفهان احضار شدند. در آنجا مسعود میرزا ظل السلطان حسینقلی‌خان را مسموم کرد و هر دو فرزندش را زندانی نمود. پس از یک سال در نتیجهٔ وساطت میرزا علی اصغرخان امین السلطان، علیقلی خان آزاد شد و به بختیاری بازگشت؛ ولی اسفندیار خان، همچنان در حبس در اصفهان باقی ماند.

## لقب سردار اسعد
در ۱۲۷۵ با ضعف حکومت ظل السلطان و عزل وی از حاکمی اصفهان، اسفندیار خان نیز از زندان آزاد شد و به درخواست امین السلطان، به همراه علیقلی خان رهسپار تهران گردید. سپس از جانب مظفرالدین شاه، لقب سردار اسعد به اسفندیار خان داده شد و علیقلی خان نیز به درجه سرتیپی رسید و به‌عنوان فرمانده تیپ سواران بختیاری، به سمت فرمانده محافظان شاه قاجار منصوب گردید.

## ایلخانی بختیاری
اسفندیار خان پس از آزادی از زندان، مدت زیادی در تهران ماندگار نشد و با حمایت علی‌اصغر‌خان اتابک، موفق شد در سال ۱۲۷۵ هجری شمسی، لقب ایلخانی منطقه بختیاری را از ناصرالدین شاه دریافت کند. پس از آن امامقلی خان حاجی ایلخانی عموی اسفندیار خان، از ایلخانی بختیاری برکنار شد و اسفندیار خان به‌عنوان ایلخانی، رهسپار بختیاری گردید. وی تا پیش از درگذشت در سال ۱۲۸۲ ایلخانی بختیاری را برعهده داشت.

## فرزندان
اسفندیار خان، پانزده فرزند داشت. (۱۰ پسر و ۵ دختر) اسامی پسران اسفندیار خان سردار اسعد:
- جوادخان سردار اقبال
- سمیع‌خان اسفندیاری
- عبدالکریم‌خان سالار ارفع
- سلطان‌مرادخان منتظم
- خلیل‌خان اسفندیاری (پدر ثریا اسفندیاری)
- ناصرقلی‌خان منتظم‌الملک
- حیدرقلی‌خان اعتضاد السلطان
- اسماعیل‌خان اسفندیاری
- هرمزخان اسفندیاری
- پرویزخان اسفندیاری

## درگذشت
اسفندیار خان بختیاری، در سال ۱۲۸۲ شمسی و در سن ۶۱ سالگی درگذشت.
| رئیس قبلی امامقلی خان حاجی ایلخانی | رئیس ایل بختیاری اسفندیار خان | جانشین صمصام‌السلطنه |